# Perkantas
Persekutuan Kristen Antar Universitas, kortweg Perkantas, is de Indonesische tak van de wereldwijde christelijke studentenorganisatie IFES. 
De beweging bestaat sinds omstreeks 1970. In tegenstelling tot sommige andere nationale IFES-takken werd Perkantas door binnenlandse pioniers opgezet, hoewel met hulp van AFES, de Australische IFES-tak. 
Doordat Perkantas lange tijd officieel niet als organisatie erkend werd, kon zij lange tijd geen lid worden van IFES. Sinds de reformasi in 1998 ontstonden er echter nieuwe mogelijkheden. Tijdens de internationale IFES-bijeenkomst in 2003, de World Assembly, kon Perkantas daardoor officieel IFES-lid worden.
Anno 2003 telde Perkantas zo'n 15.000 tot 20.000 studenten en 120 fulltime stafleden, vooral afkomstig uit de christelijke minderheidsgroepen. De groepen zijn verspreid over zo'n 100 Indonesische universiteiten. 